# Grethe Weiser

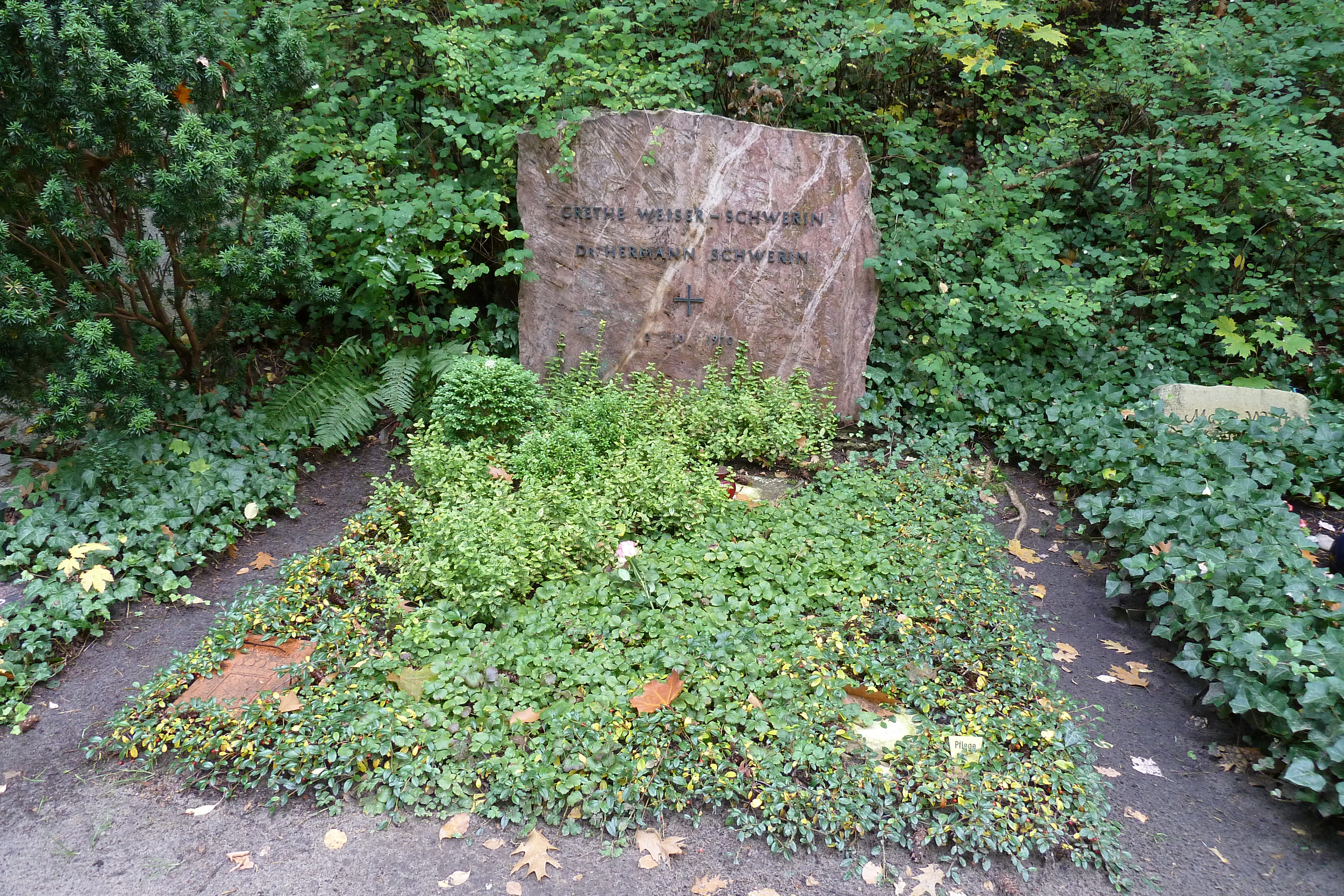
Tumba de Grethe Weiser

Mathilde Ella Dorothea Margarethe Nowka, conocida como Grethe Weiser (Hannover, 27 de febrero de 1903 -Bad Tölz, 2 de octubre de 1970) fue una actriz de teatro, cine y televisión alemana.

## Biografía
Su verdadero nombre era Mathilde Ella Dorothea Margarethe Nowka. Nació en Hannover, su padre era un empresario inmobiliario. Criada en Klotzsche, un barrio de Dresde, estudió en la Höhere Töchterschule y en la escuela privada Friedelsche en Blasewitz, otro barrio de Dresde.
A los diecisiete años se casó con el mayorista y fabricante de dulces Josef Weiser. En un principio la pareja vivió en Dresde, y en 1922 tuvieron un hijo. Tras arrendar su esposo el teatro cabaret Charlott en Kurfürstendamm en Berlín, Grethe Weiser hizo sus primeras actuaciones trabajando como cantante diseuse. Poco tiempo después el matrimonio se separó, aunque no se divorciaron hasta 1934. Grethe Weiser quedó sola con su hijo, tomando clases de interpretación y canto, actuando como soubrette y comediante en cabarets, obras de revista y operetas. 
Entre 1928 y 1930 actuó en el Freie Volksbühne de Berlín, además de actuar y cantar en cabarets de la capital. También actuó en el Teatro Thalia de Hamburgo y en el Komödienhaus de Dresde, entre otros locales.

### Carrera cinematográfica
Grethe Weiser debutó en el cine en 1930, actuando de manera regular en la gran pantalla a partir de 1932. Tuvo una gran demanda como una importante actriz de reparto, interpretando papeles como el de la "ingeniosa criada de turno“, por ejemplo en Eskapade (1936). Al mismo tiempo cantó exitosos temas de género schlager como Der Vamp o Emils Hände.
Fue destacado su papel en el film de Erich Waschneck de 1937 Die göttliche Jette, interpretando a una joven cantante. La película la convirtió en una célebre estrella. Ese mismo año actuó en Mädchen für alles.
A partir de entonces interpretó principalmente papeles de reparto en películas de todos los géneros, demostrando su talento cómico en películas como Die große Liebe (1942), Wir machen Musik (1942, de Helmut Käutner), Familie Buchholz (1944, de Carl Froelich) o Die Frau meiner Träume (1944, de Georg Jacoby).
En esos años Weiser se negó a formar parte del Reichstheaterkammer, y por lo tanto, del Partido Nacionalsocialista Obrero Alemán.

### Posguerra

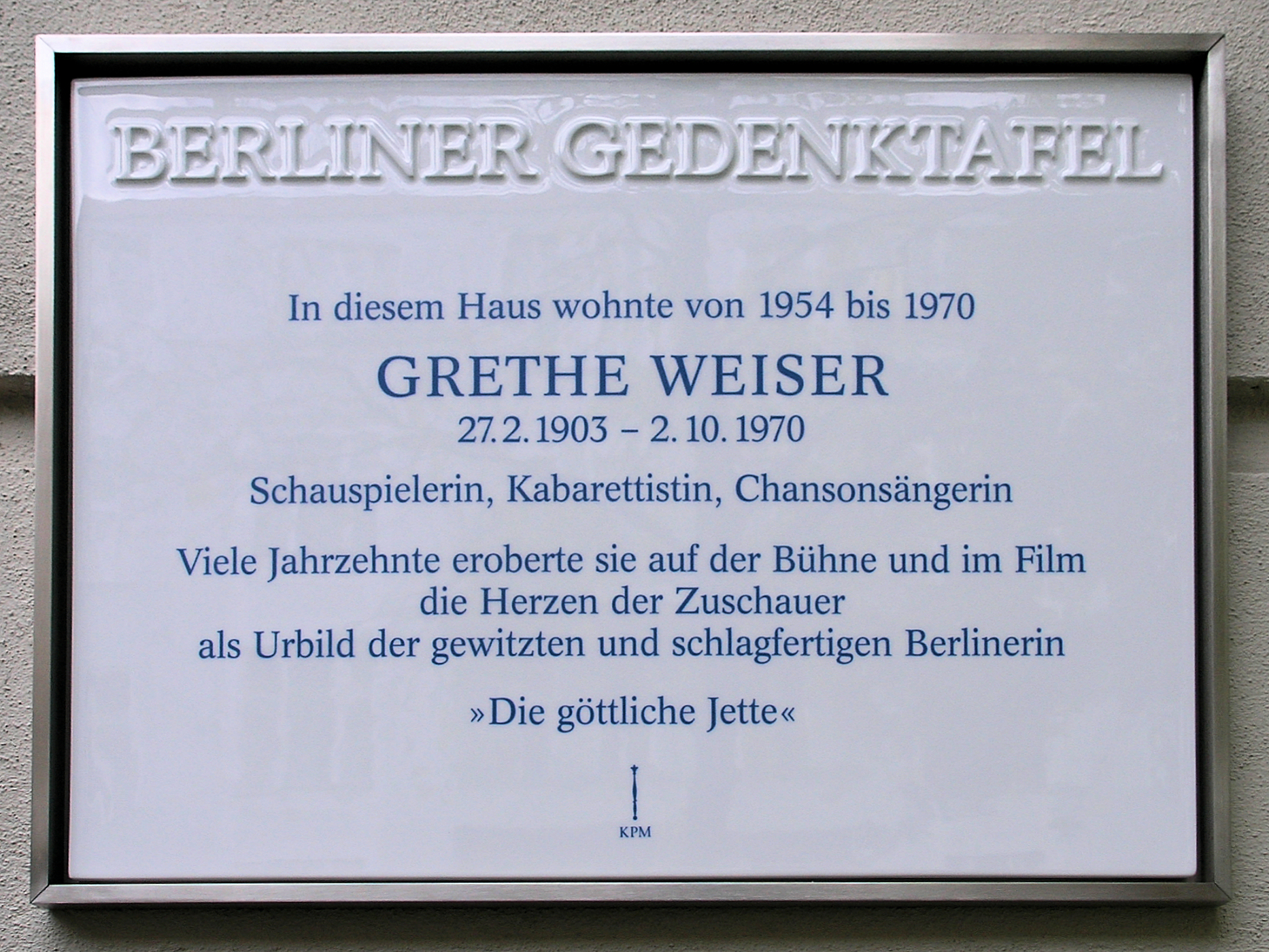
Placa en su memoria en la Giesebrechtstraße nº 18, en Charlottenburg

En el cine de la posguerra, Grethe Weiser fue muy activa, actuando en muchas películas, encarnando a viudas de éxito, mujeres resueltas o temidas suegras. Actriz en más de cien producciones cinematográficas, entre sus películas destacadas de la época figuran la de Hans Deppe Ferien vom Ich (1952), Meine Kinder und ich (1955), Lemkes sel. Witwe (1957) o So angelt man keinen Mann (1959). 
Entre sus escasas actuaciones radiofónicas figuran la comedia Du kannst mir viel erzählen, con Heinz Rühmann y Elfriede Kuzmany, dirigida en 1949 por Ulrich Erfurth.
En 1949, y bajo la dirección de su amiga Ida Ehre, encarnó en Hamburgo a Mary Miller en la comedia Das Kuckucksei, de Irma y Walter Firner. Fue su gran papel, lo interpretó cada diez años. También tuvo éxito sobre el escenario en 1953 como Madre Wolffen en el clásico de Gerhart Hauptmann Der Biberpelz. En 1966 trabajó en el estreno alemán de la obra teatral de Friedrich Dürrenmatt Der Meteor, representada en el Teatro Thalia de Hamburgo. Ese personaje serio fue una excepción en su larga carrera como actriz popular.
Las obras de teatro alegres también llegaron a la televisión en los años 1960. Así, la ZDF emitió numerosas piezas interpretadas por Grethe Weiser. Una de las piezas de mayor éxito, emitida ocasionalmente por la ZDF, fue Keine Leiche ohne Lily, adaptación alemana de la comedia criminal Busybody, escrita por el dramaturgo británico Jack Popplewell.
En 1969 se preparó una nueva versión de Das Kuckucksei, que se emitiría el 26 de septiembre de 1970 por la ZDF. Antes rodó la serie televisiva en seis episodios Theatergarderobe, a partir de guiones de Horst Pillau.
Grethe Weiser falleció en Bad Tölz, Alemania, en 1970, a causa de un accidente de tráfico. Fue enterrada en el cementerio Friedhof Heerstraße de Berlín-Westend en una tumba honoraria en el campo 18-L-228/229.

## Vida personal
A los diecisiete años se casó con el mayorista y fabricante de dulces Josef Weiser con el que 1922 tuvo un hijo. Se separó en 1934 año en el que inició una relación con el productor de la Universum Film AG Hermann Schwerin, con el que se casó 24 años después, el 21 de marzo de 1958.

## Premios
- 1968 : Orden del Mérito de la República Federal de Alemania

## Filmografía
- 1930 : Kasernenzauber
- 1933 : Kind, ich freu’ mich auf Dein Kommen
- 1933 : Gretel zieht das große Los
- 1934 : Schützenkönig wird der Felix
- 1934 : Einmal eine große Dame sein
- 1935 : Frischer Wind aus Kanada
- 1935 : Der Mann mit der Pranke
- 1935 : Einer zuviel an Bord
- 1935 : Lady Windermeres Fächer
- 1935 : Anschlag auf Schweda
- 1935 : Familie Schimek
- 1936 : Martha
- 1936 : Der Raub der Sabinerinnen
- 1936 : Engel mit kleinen Fehlern
- 1936 : Der verkannte Lebemann
- 1936 : Eskapade
- 1936 : Männer vor der Ehe
- 1936 : Hilde und die 4 PS
- 1936 : Fräulein Veronika
- 1936 : Geheimnis eines alten Hauses
- 1937 : Menschen ohne Vaterland
- 1937 : Die göttliche Jette
- 1937 : Meine Freundin Barbara
- 1937 : Mädchen für alles
- 1937 : Gabriele eins, zwei, drei
- 1938 : Unsere kleine Frau
- 1938 : Frauen für Golden Hill
- 1938 : Es leuchten die Sterne
- 1939 : Liebe streng verboten
- 1939 : Ehe in Dosen
- 1939 : Irrtum des Herzens
- 1939 : Verdacht auf Ursula
- 1939 : Hochzeitsreise zu Dritt
- 1939 : Marguerite: 3
- 1939 : Das Glück wohnt nebenan
- 1939 : Die Geliebte
- 1939 : Frau am Steuer
- 1939 : Mein Mann darf es nicht wissen
- 1939 : Rote Mühle
- 1940 : Alles Schwindel
- 1940 : Polterabend
- 1940 : Der rettende Engel
- 1940 : Wie konntest Du, Veronika!
- 1940 : Links der Isar – rechts der Spree
- 1940 : Zwischen Hamburg und Haiti
- 1941 : Krach im Vorderhaus
- 1941 : Oh, diese Männer
- 1941 : Sonntagskinder
- 1941 : Leichte Muse
- 1942 : Die große Liebe
- 1942 : Drei tolle Mädels
- 1942 : Alles aus Liebe
- 1942 : Wir machen Musik
- 1942 : Ein Walzer mit Dir
- 1944 : Familie Buchholz
- 1944 : Neigungsehe
- 1944 : Der Meisterdetektiv
- 1944 : Hundstage
- 1944 : Die Frau meiner Träume
- 1944 : Ich glaube an Dich
- 1945 : Das alte Lied
- 1948 : Morgen ist alles besser
- 1949 : Liebe 47
- 1949 : Amico
- 1949 : Tromba
- 1949 : Nichts als Zufälle
- 1949 : Die Freunde meiner Frau
- 1949 : Artistenblut
- 1949 : 1 × 1 der Ehe
- 1949 : Die Reise nach Marrakesch
- 1950 : Gabriela
- 1950 : Wenn Männer schwindeln
- 1950 : Die Nacht ohne Sünde
- 1950 : Die Dritte von rechts
- 1951 : Hilfe, ich bin unsichtbar
- 1951 : Die verschleierte Maja
- 1951 : Fanfaren der Liebe
- 1951 : Durch Dick und Dünn
- 1951 : Johannes und die 13 Schönheitsköniginnen
- 1951 : Tanz ins Glück
- 1951 : Gangsterpremiere
- 1952 : Der Fürst von Pappenheim
- 1952 : Der keusche Lebemann
- 1952 : Der Obersteiger
- 1952 : Ferien vom Ich
- 1952 : Du bist die Rose vom Wörthersee
- 1952 : Königin der Arena
- 1953 : Der Onkel aus Amerika
- 1953 : Die Rose von Stambul
- 1953 : Hollandmädel
- 1953 : Damenwahl
- 1953 : Die Kaiserin von China
- 1953 : Der Vetter aus Dingsda
- 1953 : Hurra – ein Junge!
- 1954 : Die tolle Lola
- 1954 : Bei Dir war es immer so schön
- 1954 : Die Stadt ist voller Geheimnisse
- 1954 : Mädchen mit Zukunft
- 1954 : Geld aus der Luft
- 1954 : Die sieben Kleider der Katrin
- 1954 : Viktoria und ihr Husar
- 1954 : Keine Angst vor Schwiegermüttern
- 1955 : Premiere im Metropol (telefilm)
- 1955 : Vatertag
- 1955 : Solang’ es hübsche Mädchen gibt
- 1955 : Der doppelte Ehemann
- 1955 : Drei Tage Mittelarrest
- 1955 : Mein Leopold
- 1955 : Meine Kinder und ich
- 1956 : Ein Herz schlägt für Erika
- 1956 : Ein Herz und eine Seele
- 1956 : Ich und meine Schwiegersöhne
- 1956 : Kirschen in Nachbars Garten
- 1956 : Du bist Musik
- 1956 : Süß ist die Liebe in Paris
- 1956 : Der schräge Otto
- 1957 : Die verpfuschte Hochzeitsnacht
- 1957 : Tante Wanda aus Uganda
- 1957 : Das haut hin
- 1957 : Lemkes sel. Witwe
- 1957 : Einmal eine große Dame sein
- 1957 : Liebe, Jazz und Übermut
- 1957 : Casino de Paris
- 1957 : Der Kaiser und das Wäschermädel
- 1957 : Die Beine von Dolores
- 1958 : Zauber der Montur
- 1958 : Scala – total verrückt
- 1959 : Der Haustyrann
- 1959 : So angelt man keinen Mann
- 1960 : Freddy und die Melodie der Nacht
- 1960 : Die junge Sünderin
- 1960 : Wir wollen niemals auseinandergehn
- 1961 : Ach Egon!
- 1961 : Freddy und der Millionär
- 1962 : Wenn die Musik spielt am Wörthersee
- 1962 : Lieder klingen am Lago Maggiore
- 1963 : Ferien vom Ich
- 1964 : Liebesgrüße aus Tirol
- 1964 : Im Tingeltangel tut sich was (telefilm)
- 1965 : Die Chefin (telefilm)
- 1965 : Jenny und der Herr im Frack (telefilm)
- 1966 : Brille und Bombe: Bei uns liegen Sie richtig!
- 1967 : Keine Leiche ohne Lily (telefilm)
- 1968 : Auftritt in der Rudi Carrell Show (show TV)
- 1969 : Die Lokomotive (telefilm)
- 1969 : Berlin-Geflüster (show TV)
- 1970 : Löwe gesucht (telefilm)
- 1970 : Die lieben Kinder (telefilm)
- 1970 : Das Kuckucksei (telefilm)
- 1970 : So schön wie heut' (show TV)
- 1970 : Theatergarderobe (serie TV)

## Discografía
- 1935 : Chiribiri, Parlophon Nr. B 97 188-II
- 1935 : Eine Weiße mit ’nem Himbeerschuß, Odeon Nr. O-25318 b
- 1936 : Uns gefällt diese Welt, Odeon Nr. Prv. 352
- 1938 : Die Hauptsache ist...